# Vox populi
Vox Populi er latin og betyder "folkets stemme" og er et begreb, der bruges om almindelige mennesker i modsætning til eksperter og professionelle meningsdannere. Medier anvender begrebet ved korte interviews med tilfældige mennesker om afgrænsede aktuelle emner eller gennem bredere, systematiske interviews pr. telefon eller internet.

## Parallelle udtryk
Mere folkelige udtryk for begrebet er "manden på gaden", "Maren i Mosen", "Ane i kæret" og "herr og fru Jensen i Valby Langgade".
Demonstrationer rettet imod politiske magthavere karakteriseres af disse ofte som "gadens parlament".